# Eurobowl 2009
Navigation
Édition précédente Édition suivante
L'Eurobowl 2009 est la 23e saison de l'Eurobowl.

## Clubs de l'édition 2009
| Équipe                     | Nationalité                                         |
| -------------------------- | --------------------------------------------------- |
| Vikings de Vienne          | Autriche (qualifié directement en quarts de finale) |
| Raiders du Tyrol           | Autriche (qualifié directement en quarts de finale) |
| Giants de Graz             | Autriche (qualifié directement en quarts de finale) |
| Seinäjoki Crocodiles       | Finlande (qualifié directement en quarts de finale) |
| Porvoo Butchers            | Finlande                                            |
| Lions de Bergame           | Italie                                              |
| Giants de Bolzano          | Italie                                              |
| Templiers 78               | France                                              |
| Flash de La Courneuve      | France                                              |
| Lions de Brunswick         | Allemagne                                           |
| Berlin Adler               | Allemagne                                           |
| Firebats de Valence        | Espagne                                             |
| Pioners de L'Hospitalet    | Espagne                                             |
| Eidsvoll 1814s             | Norvège                                             |
| Patriots de Moscou         | Russie                                              |
| Mean Machines de Stockholm | Suède                                               |

## Tour préliminaire
| Home                | Away                | Score |
| ------------------- | ------------------- | ----- |
| Giants de Bolzano   | Firebats de Valence | 20:0  |
| Firebats de Valence | Lions de Brunswick  | 19:47 |
| Lions de Brunswick  | Giants de Bolzano   | 53:21 |

|    | Equipe              | MJ | Pts | TD     | Diff. |
| -- | ------------------- | -- | --- | ------ | ----- |
| 1. | Lions de Brunswick  | 2  | 4:0 | 100:40 | +60   |
| 2. | Giants de Bolzano   | 2  | 2:2 | 41:53  | -12   |
| 3. | Firebats de Valence | 2  | 0:4 | 19:67  | -48   |
| Home                    | Away                    | Score |
| ----------------------- | ----------------------- | ----- |
| Templiers 78            | Pioners de L'Hospitalet | 62:23 |
| Pioners de L'Hospitalet | Lions de Bergame        | 32:42 |
| Lions de Bergame        | Templiers 78            | 26:27 |

|    | Equipe                  | MJ | Pts | TD     | Diff. |
| -- | ----------------------- | -- | --- | ------ | ----- |
| 1. | Templiers 78            | 2  | 4:0 | 89:49  | +40   |
| 2. | Lions de Bergame        | 2  | 2:2 | 68:59  | +9    |
| 3. | Pioners de L'Hospitalet | 2  | 0:4 | 55:104 | -49   |
| Home                  | Away                  | Score |
| --------------------- | --------------------- | ----- |
| Patriots de Moscou    | Flash de La Courneuve | 13:28 |
| Berlin Adler          | Patriots de Moscou    | 54:0  |
| Flash de La Courneuve | Berlin Adler          | 31:24 |

|    | Equipe                | MJ | Pts | TD    | Diff. |
| -- | --------------------- | -- | --- | ----- | ----- |
| 1. | Flash de La Courneuve | 2  | 4:0 | 59:37 | +22   |
| 2. | Berlin Adler          | 2  | 2:2 | 78:31 | +48   |
| 3. | Patriots de Moscou    | 2  | 0:4 | 13:82 | -69   |
| Home                       | Away                       | Score |
| -------------------------- | -------------------------- | ----- |
| Porvoo Butchers            | Eidsvoll 1814s             | 27:7  |
| Mean Machines de Stockholm | Porvoo Butchers            | 6:22  |
| Eidsvoll 1814s             | Mean Machines de Stockholm | 12:48 |

|    | Equipe                     | MJ | Pts | TD    | Diff. |
| -- | -------------------------- | -- | --- | ----- | ----- |
| 1. | Porvoo Butchers            | 2  | 4:0 | 49:13 | +36   |
| 2. | Mean Machines de Stockholm | 2  | 2:2 | 54:34 | +20   |
| 3. | Eidsvoll 1814s             | 2  | 0:4 | 19:75 | -56   |

## Phase finale
|  | Quarts de finale      | Quarts de finale      | Quarts de finale      | Quarts de finale      |                  |                  | Demi-finales | Demi-finales | Demi-finales | Demi-finales |  |  | Finale                       | Finale | Finale | Finale |
|  |                       |                       |                       |                       |                  |                  |              |              |              |              |  |  |                              |        |        |        |
|  |                       |                       |                       |                       |                  |                  |              |              |              |              |  |  | Eurobowl XXIII le 11 juillet |        |        |        |
|  |                       |                       |                       |                       |                  |                  |              |              |              |              |  |  |                              |        |        |        |
|  | Raiders du Tyrol      | Raiders du Tyrol      | 35                    | 35                    |                  |                  |              |              |              |              |  |  |                              |        |        |        |
|  | Raiders du Tyrol      | Raiders du Tyrol      | 35                    | 35                    |                  |                  |              |              |              |              |  |  |                              |        |        |        |
|  | Lions de Brunswick    | Lions de Brunswick    | 7                     | 7                     |                  |                  |              |              |              |              |  |  |                              |        |        |        |
|  | Lions de Brunswick    | Lions de Brunswick    | 7                     | 7                     | Raiders du Tyrol | Raiders du Tyrol | 31           | 31           |              |              |  |  |                              |        |        |        |
|  |                       |                       |                       |                       | Raiders du Tyrol | Raiders du Tyrol | 31           | 31           |              |              |  |  |                              |        |        |        |
|  |                       |                       | Porvoo Butchers       | Porvoo Butchers       | 13               | 13               |              |              |              |              |  |  |                              |        |        |        |
|  | Seinäjoki Crocodiles  | Seinäjoki Crocodiles  | Porvoo Butchers       | Porvoo Butchers       | 13               | 13               | 21           | 21           |              |              |  |  |                              |        |        |        |
|  | Seinäjoki Crocodiles  | Seinäjoki Crocodiles  |                       |                       |                  |                  |              | 21           |              |              |  |  |                              |        |        |        |
|  | Porvoo Butchers       | Porvoo Butchers       | 27                    | 27                    |                  |                  |              |              |              |              |  |  |                              |        |        |        |
|  | Porvoo Butchers       | Porvoo Butchers       | 27                    | 27                    | Raiders du Tyrol | Raiders du Tyrol | 30           | 30           |              |              |  |  |                              |        |        |        |
|  |                       |                       |                       |                       | Raiders du Tyrol | Raiders du Tyrol | 30           | 30           |              |              |  |  |                              |        |        |        |
|  |                       |                       | Flash de La Courneuve | Flash de La Courneuve | 19               | 19               |              |              |              |              |  |  |                              |        |        |        |
|  | Giants de Graz        | Giants de Graz        | Flash de La Courneuve | Flash de La Courneuve | 19               | 19               | 20           | 20           |              |              |  |  |                              |        |        |        |
|  | Giants de Graz        | Giants de Graz        |                       |                       |                  |                  |              |              |              |              |  |  |                              |        |        |        |
|  | Templiers 78          | Templiers 78          | 6                     | 6                     |                  |                  |              |              |              |              |  |  |                              |        |        |        |
|  | Templiers 78          | Templiers 78          | 6                     | 6                     | Giants de Graz   | Giants de Graz   | 33           | 33           |              |              |  |  |                              |        |        |        |
|  |                       |                       |                       |                       | Giants de Graz   | Giants de Graz   | 33           | 33           |              |              |  |  |                              |        |        |        |
|  |                       |                       | Flash de La Courneuve | Flash de La Courneuve | 35               | 35               |              |              |              |              |  |  |                              |        |        |        |
|  | Vikings de Vienne     | Vikings de Vienne     | Flash de La Courneuve | Flash de La Courneuve | 35               | 35               | 3            | 3            |              |              |  |  |                              |        |        |        |
|  | Vikings de Vienne     | Vikings de Vienne     |                       |                       |                  |                  |              | 3            |              |              |  |  |                              |        |        |        |
|  | Flash de La Courneuve | Flash de La Courneuve | 14                    | 14                    |                  |                  |              |              |              |              |  |  |                              |        |        |        |
|  | Flash de La Courneuve | Flash de La Courneuve | 14                    | 14                    |                  |                  |              |              |              |              |  |  |                              |        |        |        |
|  |                       |                       |                       |                       |                  |                  |              |              |              |              |  |  |                              |        |        |        |